# Heinrich Köhler

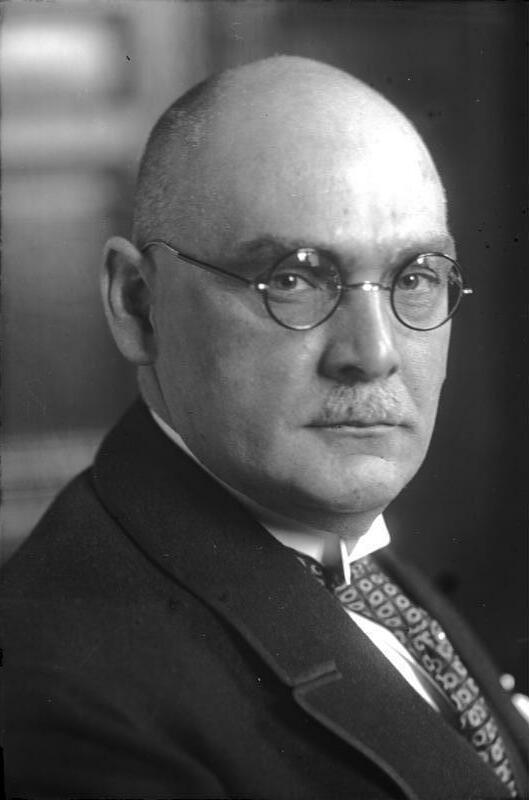
Heinrich Köhler, 1928.

Heinrich Köhler, född 29 september 1878, död 6 februari 1949, var en tysk politiker.
Köhler var 1920-27 badensisk finansminister och ledamot av riksrådet för Centrumpartiet, 1923-24 och 1926-27 även statspresident i Baden, 1927-28 riksfinansminister, samt 1928-32 ledamot av tyska riksdagen.